# Z26 (駆逐艦)
Z26はドイツ海軍の駆逐艦。1936A型。

## 艦歴
1939年4月1日起工。1940年4月2日進水。1941年1月9日就役。
1941年9月、戦艦ティルピッツ、重巡洋艦アドミラル・シェーアなどと共にバルト海に展開。11月から北極海で活動。1942年1月、ドイツ本国に戻る。3月重巡洋艦アドミラル・ヒッパーと共にトロンハイムへ移動。それからキルケネスへ移る。
1942年3月28日Z24、Z25、Z26の3隻の駆逐艦はPQ13船団攻撃のためキルケネスから出撃、翌29日1時43分パナマ船バトウ(Bateau)を発見し撃沈する。9時40分吹雪の中で船団の護衛の軽巡洋艦トリニダードと遭遇、Z26はトリニダードからの砲撃で被弾炎上した。3隻の駆逐艦は雷撃をおこなったが命中しなかった。他の2艦とはぐれたZ26はさらにトリニダードからの攻撃を受けた。10時22分トリニダードはZ26に対して3本の魚雷の発射したが、そのうちの1本が寒さによる故障のため自艦に命中した。トリニダードは戦闘不能になったがそこに駆逐艦エクリプスが現れ、Z26はエクリプスの攻撃で撃沈された。243名（または240名）が戦死し、88名が僚艦に、8名が潜水艦に救助された。